# Jaffrey (condado de Cheshire)
Jaffrey es un lugar designado por el censo ubicado en el condado de Cheshire en el estado estadounidense de Nuevo Hampshire. En el Censo de 2010 tenía una población de 2.757 habitantes y una densidad poblacional de 404,29 personas por km².

## Geografía
Jaffrey se encuentra ubicado en las coordenadas 42°48′41″N 72°1′24″O / 42.81139, -72.02333. Según la Oficina del Censo de los Estados Unidos, Jaffrey tiene una superficie total de 6.82 km², de la cual 6.57 km² corresponden a tierra firme y (3.72%) 0.25 km² es agua.

## Demografía
Según el censo de 2010, había 2.757 personas residiendo en Jaffrey. La densidad de población era de 404,29 hab./km². De los 2.757 habitantes, Jaffrey estaba compuesto por el 95.94% blancos, el 0.65% eran afroamericanos, el 0.18% eran amerindios, el 0.91% eran asiáticos, el 0.04% eran isleños del Pacífico, el 0.33% eran de otras razas y el 1.96% pertenecían a dos o más razas. Del total de la población el 1.99% eran hispanos o latinos de cualquier raza.